# Amanda Araújo
Amanda Carolina Gomes de Araújo (23 de fevereiro de 1990) é uma jogadora de rugby sevens e union brasileira.

## Carreira
Amanda integrou o elenco da Seleção Brasileira Feminina de Rúgbi de sete que ficou em 9.° lugar na Rio 2016.
É profissional de Educação Física formada pela Universidade Federal de Pernambuco em 2014 e estudante de Administração da Universidade Estácio de Sá.